# Manabu Suzuki
Manabu Suzuki (jap. 鈴木 学 Suzuki Manabu; ur. 28 lipca 1946 na Hokkaido) – japoński biathlonista. W 1973 roku wystąpił na mistrzostwach świata w Lake Placid, gdzie zajął 36. miejsce w biegu indywidualnym i piąte w sztafecie. Podczas rozgrywanych rok później mistrzostw świata w Mińsku w startach indywidualnych plasował się poza pięćdziesiątką, a w sztafecie był dwunasty. W 1976 roku wystartował na mistrzostwach świata w Anterselvie, gdzie był dziewiętnasty w sprincie. Brał także udział w igrzyskach olimpijskich w Innsbrucku w tym samym roku, gdzie zajął 38. miejsce w biegu indywidualnym i 14. miejsce w sztafecie. Nigdy nie wystartował w zawodach Pucharu Świata.

## Osiągnięcia

### Igrzyska olimpijskie
| Rok  | Miejscowość | Konkurencje | Konkurencje | Konkurencje | Konkurencje | Konkurencje | Konkurencje | Konkurencje |
| Rok  | Miejscowość | IN          | SP          | PU          | MS          | RL          | MR          | SR          |
| ---- | ----------- | ----------- | ----------- | ----------- | ----------- | ----------- | ----------- | ----------- |
| 1976 | Innsbruck   | 38.         | nd.         | nd.         | nd.         | 14.         | nd.         | –           |

### Mistrzostwa świata
| Rok  | Miejscowość | Konkurencje | Konkurencje | Konkurencje | Konkurencje | Konkurencje | Konkurencje | Konkurencje |
| Rok  | Miejscowość | IN          | SP          | PU          | MS          | RL          | MR          | SR          |
| ---- | ----------- | ----------- | ----------- | ----------- | ----------- | ----------- | ----------- | ----------- |
| 1973 | Lake Placid | 36.         | nd.         | nd.         | nd.         | 5.          | nd.         | –           |
| 1974 | Mińsk       | 53.         | 54.         | nd.         | nd.         | 12.         | nd.         | –           |
| 1976 | Anterselva  | nd.         | 19.         | nd.         | nd.         | nd.         | nd.         | –           |